# Rosenkranzaltar (Hochaltingen)

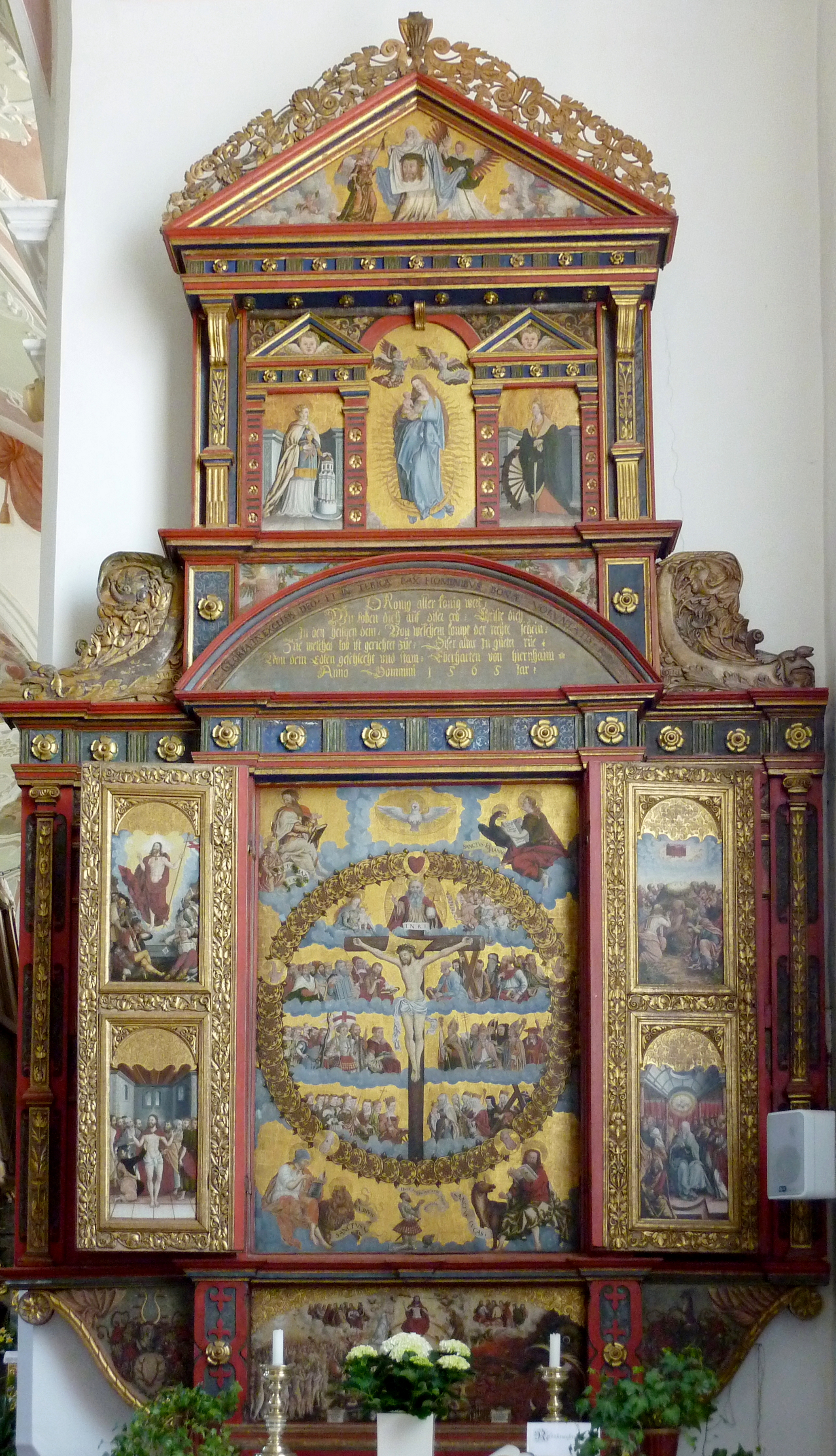
Rosenkranzaltar in Hochaltingen

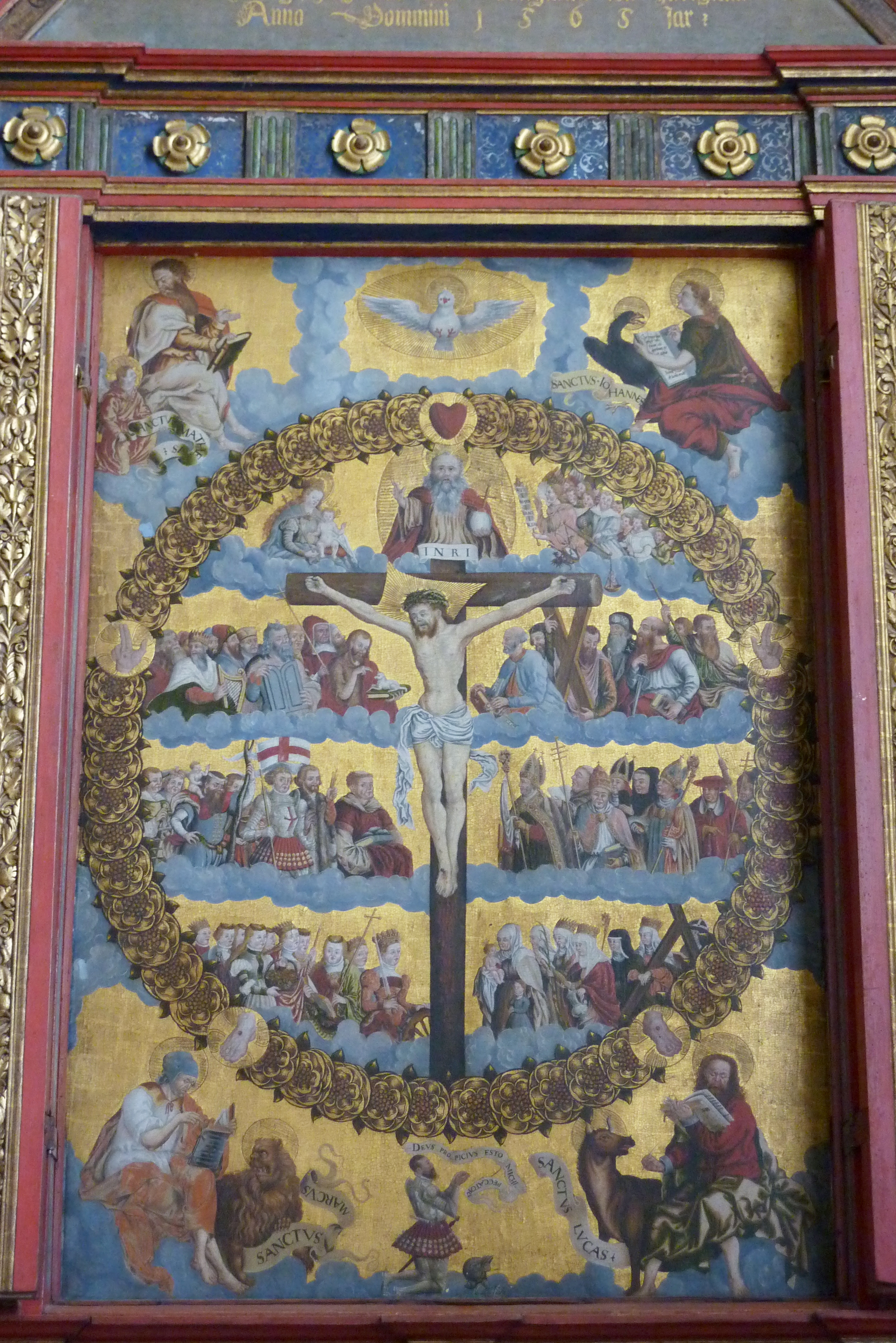
Kreuzigungsszene

Der Rosenkranzaltar in Hochaltingen, einem Ortsteil der Gemeinde Fremdingen im schwäbischen Landkreis Donau-Ries (Bayern), befindet sich in der katholischen Pfarrkirche Mariä Himmelfahrt.

## Beschreibung
Der Altar in der südwestlichen Seitenkapelle der Kirche ist ein gemalter Flügelaltar aus dem Jahr 1565. Er besitzt drei feststehende und zwei bewegliche Flügel. Als Auszug ist eine Ädikula mit Dreiecksgiebel vorhanden. Auf der zentralen Haupttafel ist das Rosenkranzbild und auf den Flügeln sind Szenen aus dem Leben Christi zu sehen. Im Altarauszug ist die Madonna mit Kind im Strahlenkranz flankiert von  der hl. Barbara und der hl. Katharina dargestellt. Auf der Predella ist das Jüngste Gericht und seitlich sind die Wappen der Familie von Hürnheim und der von Rechberg zu sehen. Alle Gemälde sind mit Öl auf Holz gemalt.